# Não tem Comparação
"Não tem comparação" é uma peça publicitária composta por quatro comerciais de televisão lançada em 1991 pela agência Talent para os produtos da Brastemp. A peça tornou conhecido o bordão “Não é assim uma Brastemp”, considerado um ícone e um clássico da propaganda brasileira. A campanha recebeu um Leão no Festival de Publicidade de Cannes, o prêmio Profissionais do Ano, dentre outros.

## Comerciais
No primeiro comercial, há um vendedor que relata a experiência de compra numa loja. No segundo, por sua vez, há um marido que "não é assim um maridão...”, uma vez que compra produtos de outra marca. No terceiro, uma trabalhaodora doméstica fala da patroa que comprou uma outra marca de eletrodoméstico. O quarto comercial, por sua vez, foi veiculado somente nos cinemas. Parte deles foi protagonizada pelos atores Wandi Doratiotto e Arthur Kohl.

## Equipe de criação
O comercial contou com a direção de criação de Ana Carmen longobardi e Mauro Perez.